# Gnophos perruptata
Gnophos perruptata är en fjärilsart som beskrevs av Fuchs 1903. Gnophos perruptata ingår i släktet Gnophos och familjen mätare. Inga underarter finns listade i Catalogue of Life.